# Bobby Routch
Robert „Bobby“ Routch (* 12. August 1948; † 5. August 2024) war ein US-amerikanischer klassischer und Jazzmusiker (Waldhorn, Komposition).

## Leben und Wirken
Bobby Routch wurde in eine musikalische Familie geboren. Sein Vater Val promovierte in Musik und seine Mutter Alice unterrichtete Musik am Muhlenberg College und hatte ebenfalls mit einem Doktorat begonnen. Routchs verstorbener Bruder Bill war Flötist. Im Alter von zwei Jahren begann er Klavier zu spielen; mit 14 Jahren war er ein versierter Waldhornspieler und bekam die Chance, mit dem Philadelphia Symphony Orchestra zu spielen. In den folgenden Jahren studierte er am Oberlin College und an der Juilliard School. Zu Beginn seiner Karriere wurde er erster Hornist im American Symphony Orchestra und im Kansas City Symphony. Als Nachfolger von Barry Tuckwell trat er ab 1988 als Mitglied der Chamber Music Society of Lincoln Center auf. Auch tourte er international als Solist mit Dutzenden von Orchestern und trat als Gastkünstler mit den Guarneri-, Juilliard-, Tokyo-, Orion- und Emerson-Streichquartetten auf. Er arbeitete auch häufig mit Peter Serkin und dem Tashi Quartet zusammen.
Des Weiteren war Routch auch ein versierter Jazzmusiker, der mit dem Lincoln Center Jazz Orchestra und mit den Ensembles von Quincy Jones, Gerry Mulligan und Wynton Marsalis spielte, außerdem mit Jimmy Heath, Kirk Lightsey, Dizzy Gillespie, Gunther Schuller, Stephanie Nakasian, der Mingus Big Band (Tonight at Noon … Three or Four Shades of Love), Carla Bley und in Phil Woods’ Little Big Band. Unter eigenem Namen legte er 1990 auf Sunnyside Records das Album Something Old Something New vor, eingespielt mit Harold Danko, Rufus Reid und C. J. Everett. Im Bereich des Jazz war er laut Tom Lord zwischen 1985 und 2007 an 12 Aufnahmesessions beteiligt.
Routch war Dozent an der SUNY Purchase, der San Diego State University, dem California Institute of the Arts, der Hartt School of Music und der Manhattan School of Music.

## Diskographische Hinweise
- Heinz Holliger • Barry Tuckwell, Hans Elhorst • Robert Routch, Alexander van Wijnkoop, Manfred Sax • Christiane Jaccottet, Camerata Bern: Zelenka – Die Orchesterwerke (1978)
- Francis Poulenc – Musique de Chambre pour Instruments a Vent - Chamber Works for Wind Instruments (1984), mit Loren Glickman, Gervase de Peyer, Peter Simenauer, Paula Robison